# إظهار شفوي
الإظهار الشفوي هو إظهار الميم الساكنة في القرآن إذا جاء بعدها أي حرف من أحرف اللغة العربية باستثناء حرفي الميم والباء.
فعندما يقع بعد الميم الساكنة أي حرف من حروف الهجاء عدا حرفي الميم والباء يجب إظهار الميم الساكنة ولا يجوز إخفاؤها ولا إدغامها بل يجب إظهارها وجوبا من غير غنة اتفاقا سواء كانت الميم مع ما بعدها في كلمة أو في كلمتين.
وقد تتبع بعضهم الميم الساكنة قبل حروف الهجاء فوجدوا أنها لم تقع في كلمة واحدة قبل ثمانية أحرف من حروف الهجاء هي الجيم والخاء والذال والصاد والظاء والغين والفاء والقاف ولإمكان حصر هذه الحرف في الذهن نظمها بعضهم في حروف أوائل كلم هذا البيت:
صل ذا غرام فيك قبل جنونه خصمي ظلوم انتهى بصفاء
ومعلوم أن الميم الساكنة لا يمكن وقوعها قبل حروف المد الثلاثة الألف والياء والواو وعلى هذا يمكن أن نضرب هذه الأمثلة على الترتيب:
- ء:الظمآن - عليكم أنفسكم
- ت: عوجا ولا أمتا - ألم تعلم
- ث: أمثالكم - في داركم ثلاثة أيام
- ج: لهم جنات
- ح: يمحق الله الربا - أم حسبتم
- خ: أم خلقوا
- د: الحمد لله - لكم دينكم
- ذ: ترهقهم ذلة
- ر: تمرحون - ولهم رزقهم
- س: حين تمسون - وهم سالمون
- ش: يمشون - منهم شيء
- ص: وهم صاغرون
- ض: وامضوا حيث - أباءهم ضالين
- ط: أمطرنا - مسهم طائف
- ظ: وهم ظالمون
- ع: أمعاءهم - أم عندهم
- غ: عليهم غضب
- ف: وهم فرحون
- ق: فوقهم قاهرون
- ك: فيمكث - أم كنتم
- ل: وأملي - وهم لها
- ن: وأمنا - لهم نار
- هـ: يمهدون - أم هل
- و: أموات - حسابهم وهم
- ي: عمي - ولم يصروا

ولقد حذر صاحب التحفة من إخفاء الميم الساكنة قبل الفاء بسبب قربهما في المخرج وقبل الواو بسبب اتحادهما في المخرج وهاكم الشاهد:
والثالث الإظهار في البقية من أحرف وسمِّها شفوية
واحذر لدى واو وفا أن تختفي لقربــها ولاتحاد فاعــرف سماع